# Nedim Hiroš
Nedim Hiroš (* 29. září 1984, Sarajevo) je bosenský fotbalista, který nastupoval v české Gambrinus lize.
Nedima si jako posilu do zálohy přivedla Příbram. Hiroš se v týmu udržel celkem dvě sezony, nastoupil však pouze k sedmi zápasům a v létě 2006 z Příbrami odešel. Poté už v české lize nenastoupil.